# Eklogy a písně (Vrchlický)
Eklogy a písně (Eklogi i pieśni) – tomik wierszy czeskiego poety Jaroslava Vrchlickiego, opublikowany w 1880. Utwory zebrane w tomiku charakteryzują się kunsztowną budową. Różnią się też pod względem metrycznym. Vrchlický wykorzystał jamb, trochej i daktyl. W wielu utworach poeta zastosował pentametr jambiczny, ujęty w strofy czterowersowe i sześciowersowe (aabccb, ababcc), albo parzyście rymowany. 

Již bloudil večer ve korunách stromů,
myšlenky s včelami šly z lučin domů
a dlouhá alej, kdes mne najít měla,
v šer stopena se víc a více tměla;
pruh červánků se zarděl nad nebesy,
zem stála v páře a spát chtěly lesy,
nad hlavou táhnul mlhy pruh jim šedý
a za stíny šly laně na výzvědy,
kol modrých zvonků noční motýl těkal.